# Perdita pyrifera
Perdita pyrifera är en biart som beskrevs av Cockerell 1925. Perdita pyrifera ingår i släktet Perdita och familjen grävbin. Inga underarter finns listade i Catalogue of Life.